# گراف (لقب اشرافی)

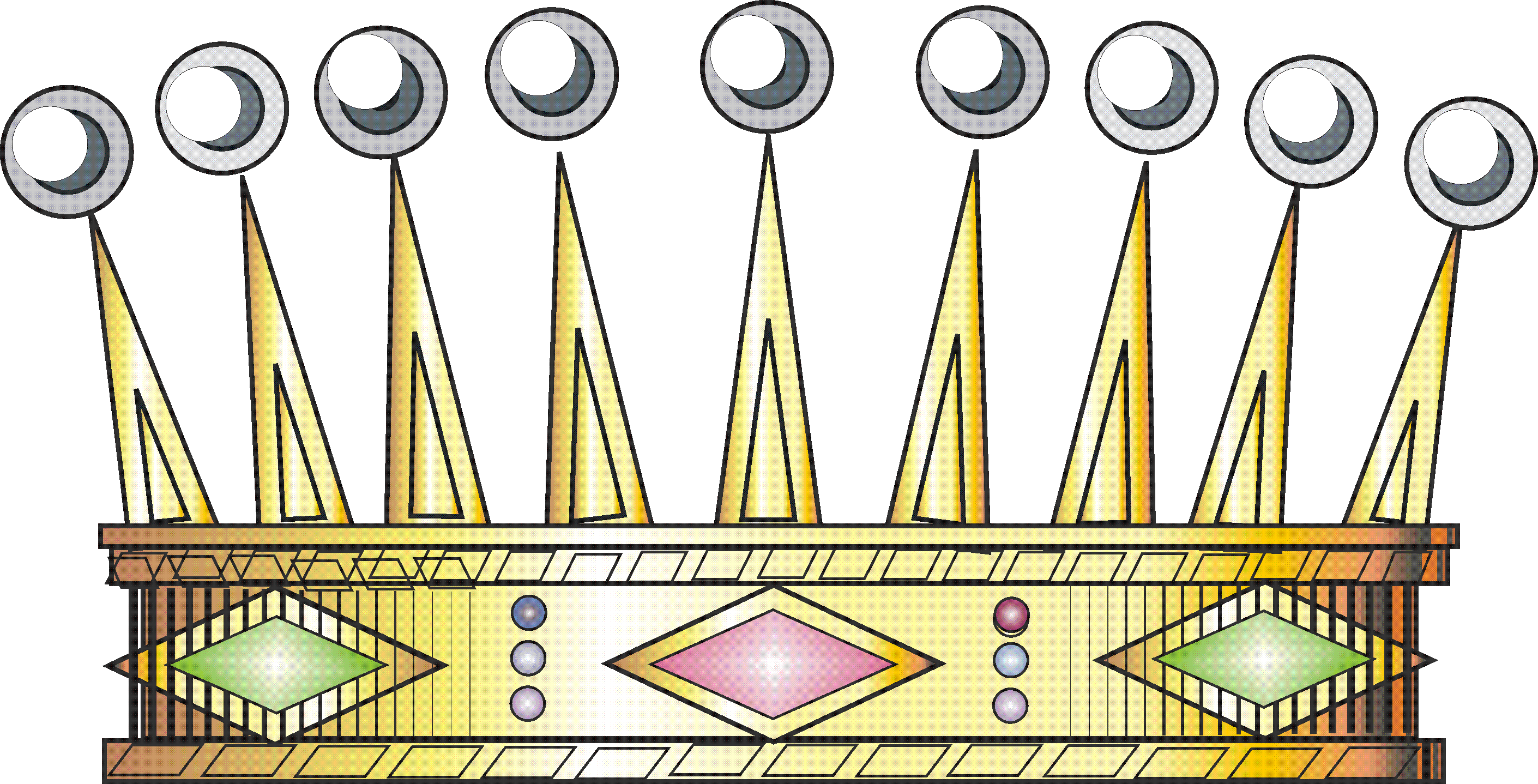
تاج نظامی یک گراف

گراف یا معادل مؤنث گرِفین (آلمانی: Graf/Gräfin، مجاری/اسلواکی: gróf, کرواتی: grof) لقب بلندپایهٔ اشرافی-موروثی رایج در امپراتوری فرانک بود. این عنوان اغلب به کنت نیز ترجمه می‌شود. مقام ویکنت پایین‌تر و مارکی از آن بالاتر است.
عنوان گراف در کشورهای آلمانی‌زبان رسمی یا محلی از جمله اتریش، آلمان، سوئیس، لوکزامبورگ، لیختن‌اشتاین، آلزاس، بالتیک و دیگر مناطق تحت تسلط هابسبورگ سابق استفاده می‌شود.

## خاستگاه
واژه‌های قدیمی آلمانی grafio و gravo برگرفته از گرافئوس (grapheus) بیزانسی باستان و یونانی گرافین (γρᾰ́φειν) به معنی نوشتن هستند. لاتین این واژه (فرانسوی comte/comtesse، انگلیسی count/countess، ایتالیایی conte/contessa، اسپانیایی conde/condesa) به معنای «همدم (پادشاه)» است. در اواخر دوران روم، از مقامات بلندپایه مالی امپراتوری به‌عنوان comelaritionum یا همدم خزانه یاد می‌شد.